# Aloysius Joseph Muench
Aloysius Joseph Muench, ameriški duhovnik, škof in kardinal, * 18. februar 1913, Milwaukee (Wisconsin, ZDA), † 15. februar 1962, Rim.

## Življenjepis
8. junija 1913 je prejel duhovniško posvečenje.
10. avgusta 1935 je bil imenovan za škofa Farga; 15. oktobra je prejel škofovsko posvečenje in 6. novembra istega leta je bil ustoličen. 28. oktobra 1950 je bil povzdignjen v nadškofa.
9. marca 1951 je postal apostolski nuncij v Nemčiji.
9. decembra 1959 je odstopil kot škof Farga in bil hkrati imenovan za naslovnega nadškofa Selimbrije. 14. decembra 1959 je bil povzdignjen v kardinala in imenovan za kardinal-duhovnika S. Bernardo alle Terme.